# Código de Hamurabi
O Código de Hamurabi representa um conjunto de leis escritas, sendo um dos exemplos mais bem preservados desse tipo de texto oriundo da Mesopotâmia. Acredita-se que foi escrito pelo rei Hamurábi, aproximadamente em 1 772 a.C. Foi encontrado por uma expedição francesa em 1901 na região da antiga Mesopotâmia, correspondente à cidade de Susa, no sudoeste do Irã ou Irão.
É um monumento monolítico talhado em rocha de diorito, sobre o qual se dispõem 46 colunas de escrita cuneiforme acádica, com 282 leis em 3 600 linhas. A numeração vai até 282, mas a cláusula 13 foi excluída por superstições da época. A peça tem 2,25 m de altura, 1,50 m de circunferência na parte superior e 1,90 m na base.
Os artigos do Código de Hamurabi descreviam casos que serviam como modelos a serem aplicados em questões semelhantes. Para limitar as penas, o Código anotou o princípio de Talião, sinônimo de retaliação. Por esse princípio, a pena não seria uma vingança desmedida, mas proporcional à ofensa cometida pelo criminoso. Tal princípio é resumido no ditado popular "olho por olho, dente por dente".
A sociedade era dividida em três classes, que também pesavam na aplicação do código:
- Awilum: Homens livres, proprietários de terras, que não dependiam do palácio e do templo;
- Muskênum: Camada intermediária, funcionários públicos, que tinham certas regalias no uso de terras;
- Wardum: Escravos, que podiam ser comprados e vendidos até que conseguissem comprar sua liberdade.

Pontos principais do código de Hamurábi:
- não cumprimento de contrato;[5]
- lei de talião (olho por olho, dente por dente);
- falso testemunho;
- roubo e receptação;
- estupro;
- família;
- escravos;
- ajuda de fugitivos.

Exemplo de uma disposição contida no código:
Art. 25 § 227 — "Se um construtor edificou uma casa para um Awilum, mas não reforçou seu trabalho, e a casa que construiu caiu e causou a morte do dono da casa, esse construtor será morto".
O objetivo deste código era homogeneizar o reino juridicamente, garantir uma cultura comum e destacar o poder do rei. No seu epílogo, Hamurábi afirma que elaborou o conjunto de leis "para que o forte não prejudique o mais fraco, a fim de proteger as viúvas e os órfãos", "para resolver todas as disputas e sanar quaisquer ofensas" e que foi escolhido pelas principais divindades mesopotâmicas, como Enlil, Marduk, Zababa, Ishtar e Ea, que lhe concederam poder, sabedoria e habilidade para governar.
Durante as diferentes invasões da Babilônia, o código foi deslocado para a cidade de Susa (no Irã ou Irão atual) por volta de 1 200 a.C. Foi nessa cidade que ele foi descoberto, em dezembro de 1901, pela expedição dirigida por Jacques de Morgan. O abade Jean-Vincent Scheil traduziu a totalidade do código após o retorno a Paris, onde hoje ele pode ser admirado no Museu do Louvre, na sala 3 do Departamento de Antiguidades Orientais.
Durante o governo de Hamurábi, no primeiro império babilônico, organizou-se um dos mais conhecidos sistemas de leis escritas da antiguidade: O Código de Hamurábi. Outros códigos, (Código de Ur-Namu), haviam surgido entre os sumérios que viveram entre 4 000 e 1 900 a.C. na Mesopotâmia. No entanto, o Código de Hamurábi foi o que chegou até nós de forma mais completa — os sumérios viviam em pequenas comunidades autônomas, o que dificultou o conhecimento desses registros.
Hamurábi foi o sexto rei da Suméria (região do atual Iraque) por volta de 1 750 a.C. e também ele quem uniu os semitas e sumérios fundando o império babilônico.
O Código de Hamurábi ficava inicialmente no templo de Sipar (uma das cidades mais antigas da Mesopotâmia), sendo que diversas cópias suas foram distribuídas pelo reino de Hamurábi. No topo do monólito (monumento construído a partir de um só bloco de rocha) encontra-se uma representação de Hamurábi em frente ao deus sumeriano do sol Samas.
Seu código trata de temas cotidianos e abrange matérias de ordem, civil, penal e administrativa como, por exemplo, o direito da mulher de escolher outro marido caso o seu seja feito prisioneiro de guerra e não tenha como prover a casa, ou a obrigação do homem de prover o sustento dos filhos mesmo que se separe de sua mulher.

## Importância
Durante o período de hegemonia do império babilônico sobre a Mesopotâmia (1800–1500 a.C.) o rei Hamurábi foi responsável por uma das mais importantes contribuições culturais daquele povo: a compilação de um código de leis escrito quando ainda prevalecia a tradição oral, ou seja, em época em que as leis eram transmitidas oralmente de geração em geração ou de forma consuetudinária — costumeira.
Do código de Hamurábi foram traduzidos 281 artigos a respeito de relações de trabalho, família, propriedade e escravidão. Embora repouse sobre a tradição anterior do direito sumério, o código é conhecido por ser o primeiro corpo de leis de que se tem notícia fundamentado no princípio da lei de talião, que estabelece a equivalência da punição em relação ao crime. O termo talião é originado do latim e significa tal ou igual, daí a expressão "olho por olho, dente por dente". Também inspira o código o princípio jurídico judicium dei, ou o ordálio, que indica a possibilidade de um julgamento divino. Um exemplo desse princípio está no artigo dois do código: "Se alguém acusar um homem e o acusado mergulhar em um rio e afundar, quem o acusa pode tomar posse de sua casa. Mas se o rio provar que o acusado é inocente e ele escapar ileso, então quem o acusa será executado, e o acusado tomará sua casa".
O código é muitas vezes indicado como o primeiro exemplo do conceito legal de que algumas leis são tão básicas que mesmo um rei não pode modificá-las. Ao escrever as leis na pedra, elas se tornaram imutáveis. Este conceito existe em vários sistemas jurídicos modernos e deu origem à expressão em língua inglesa written in stone (escrito na pedra). No entanto, para alguns investigadores da história, o fato de gravar escritos em pedras não implica propriamente a perpetuação da mensagem e sim na facilidade oferecida pelo autor aos menos letrados de reproduzirem esses textos fiel e rapidamente. No caso da estela de Hamurábi em questão, viajantes de outras regiões, quando em passagem por Susa, tinham a oportunidade de obter cópias para serem lidas por escribas em suas aldeias e para isso normalmente utilizavam o processo similar ao de xilogravura, transcrevendo diretamente da estela para o papel ou papiro, que com o passar do tempo e o uso, por se tratar de material perecível, se perderam, permanecendo apenas essas matrizes de pedra para contar a origem das leis.
Outras coleções de leis incluem os códigos de Ur-Namu, rei de Ur (cerca de 2 050 a.C.), o código de Esnuna (cerca de 1 930 a.C.) e o código de Lipite-Istar de Isim (cerca 1 870 a.C.).
É um dos mais antigos conjuntos de leis escritas já encontrados, e um dos exemplos mais bem preservados deste tipo de documento da antiga Mesopotâmia. Segundo os cálculos, estima-se que tenha sido elaborado pelo rei Hamurábi por volta de 1 700 a.C. Foi encontrado por uma expedição francesa em 1901 na região da antiga Mesopotâmia correspondente a cidade de Susa, atual Irã.
É um monumento monolítico talhado em rocha de diorito, sobre o qual se dispõem 46 colunas de escrita cuneiforme acádica, com 282 leis em 3 600 linhas. A numeração vai até 282, mas a cláusula 13 foi excluída por superstições da época. A peça tem 2,25 metros de altura, 1,50 m de circunferência na parte superior e 1,90 m na base.

## Diferenças da Torá
Algumas partes da Torá abordam aspectos mais apurados de algumas seções do código de Hamurábi que tem a ver com o direito de propriedade, e devido a isso alguns especialistas sugerem que os hebreus tenham derivado sua lei deste. 
| Código de Hamurabi | Torá |
| --- | --- |
| Pena de morte para roubo de templo ou propriedade estatal, ou por aceitação de bens roubados. (Seção 6)                                                                           | Roubo punido por compensação à vítima. (Ex. 22:1-9)                                                                                          |
| Morte por ajudar um escravo a fugir ou abrigar um escravo foragido. (Seção 15, 16)                                                                                                | "Você não é obrigado a devolver um escravo ao seu dono se ele foge do dono dele para você." (Deut. 23:15)                                    |
| Se uma casa mal-construída causa a morte de um filho do dono da casa, então o filho do construtor será condenado à morte (Seção 230)                                              | "Pais não devem ser condenados à morte por conta dos filhos, e os filhos não devem ser condenados à morte por conta dos pais." (Deut. 24:16) |
| Mero exílio por incesto: "Se um senhor (homem de certa importância) teve relações com sua filha, ele deverá abandonar a cidade." (Seção 154)                                      | Extirpação por incesto. (Lev. 18:6, 29) |
| Distinção de classes em julgamento: Severas penas para pessoas que prejudicam outras de classe superior. Penas médias por prejuízo a membros de classe inferior. (Seção 196–;205) | Não farás acepção da pessoa pobre, nem honrarás o poderoso. (Lev. 19:15)                                                                     |